# バビロニアン・キャッスル・サーガ
バビロニアン・キャッスル・サーガ（Babylonian Castle Saga）は、ゲームデザイナー遠藤雅伸によるバビロニア神話を題材にした一連のビデオゲームシリーズ。

## 概要
「バビロニアン・キャッスル・サーガ」というシリーズ名称は、当時のナムコ（後のバンダイナムコエンターテインメント）公式のものではなく、ナムコ側は「ドルアーガシリーズ」と呼んでいた。
2001年3月20日、遠藤が2ちゃんねるのレトロゲーム板に「【バビロニアン・キャッスル・サーガ】」というスレッドを作成し、自らがゲームデザインを担当した4作品を「バビロニアン・キャッスル・サーガ」と定義。それ以外の作品は「外伝」にあたる、と表明した。
2006年2月23日、ナムコからPSP版『ナムコミュージアムVol.2』が発売。その公式サイトの『ドルアーガの塔』の説明に、「バビロニアン・キャッスル・サーガ」と記載され、ナムコ公式でも使われるようになった（ゲーム内の説明でも同様に記載されている）。

## シリーズ作品

### 本編
いずれもナムコ発売。
- 『ドルアーガの塔』the Tower of DRUAGA（TOD）（1984年7月20日／アーケード）
- 『イシターの復活』the Return of ISHTAR（ROI）（1986年7月8日／アーケード）
- 『カイの冒険』the Quest of KI（QOK）（1988年7月22日／ファミリーコンピュータ）
- 『ザ・ブルークリスタルロッド』the Destiny of GILGAMESH（DOG）（1994年3月25日／スーパーファミコン）

上記は発売順であり、時系列順では下記の順に物語が進む。 
Episode0『カイの冒険』
Episode1『ドルアーガの塔』
Episode2『イシターの復活』
Episode3『ザ・ブルークリスタルロッド（ギルガメスの道）』

### 外伝
いずれもドルアーガの名を冠しているものの、開発に遠藤は参加していない。ただし『ドルアーガの塔 〜the Phantom of GILGAMESH〜』のみ、スーパーバイザーという形で関与している。
- 『攻めCOMダンジョン ドルルルアーガ』（2000年12月15日／ナムコ／ゲームボーイ）
- 『ザ・ナイトメア・オブ・ドルアーガ 不思議のダンジョン』（2004年7月29日／アリカ／PlayStation 2）
- 『ドルアーガオンライン THE STORY OF AON』（2006年4月4日／ナムコ、開発・アリカ／アーケード）
- 『ドルアーガの塔 〜the Phantom of GILGAMESH〜』（2008年4月1日 - 2016年3月31日／ゴンゾ→ウィローエンターテイメント／Windows Vista以降）
- 『ドルアーガの迷宮』（2011年1月13日／バンダイナムコゲームス／携帯アプリ）

### その他
『ドルアーガの塔』をモチーフにした派生作品。
- 『ドルアーガの塔 (アトラクション)』
- 『ドルアーガの塔 (ゲームブック)』
- 『ドルアーガの塔 (ボードゲーム)』
- 『ドルアーガの塔 (テレビアニメ)』
- 『ドルアーガの塔 (ドラマCD)』

## 登場キャラクター
ギル / ギルガメス
シリーズの主人公。バビリム王国の王子。復活したドルアーガを倒し囚われの巫女カイを救うため、神から授かった黄金の鎧をまとってドルアーガの塔に挑む。
第2作目『イシターの復活』では、救出したカイと共に主を失って崩れ行く塔からの脱出に挑む。
カイ
バビリム王国の守護女神イシターに仕える巫女。悪魔ドルアーガに奪われたバビリム王国の至宝ブルークリスタルロッドを奪還すべく、イシターから授かった魔法のティアラの力で塔に挑むもドルアーガの魔力に破れ、石にされて囚われた。
『イシターの復活』ではギルに救出され、ドルアーガの死に伴って廃墟と化した塔から脱出を果たすため、ブルークリスタルロッドのもたらす魔力を駆使してギルをサポートする。
イシター
バビリム王国を守護する愛と戦の女神。過去に地上で暴れるドルアーガをブルークリスタルロッドに封じ込め、戦いに赴くギルとカイを常に見守っている。
ドルアーガ
イシターとの戦いに敗れロッドに封印されていた6本腕の悪魔。第1作目のラストボス。ロッドを狙う帝国のバビリム侵攻に伴って復活を果たし、天界から奪ったロッドを手にしており、神々の王アヌに破壊された天界に届く塔を魔力で修復して立てこもった。